# El Santo de la espada
El Santo de la espada és una pel·lícula argentina històrica-èpica de 1970 dirigida per Leopoldo Torre Nilsson i protagonitzada per Alfredo Alcón, Evangelina Salazar, Lautaro Murúa i Héctor Alterio, entre d'altres.
El guió va ser escrit per Beatriz Guido i Luis Pico Estrada, i basat en la novel·la homònima de Ricardo Rojas. Es va estrenar el 25 de març de 1970 al cinema Gran Rex de la ciutat de Mendoza.
Els exteriors es van rodar a la província de Mendoza. La pel·lícula va tenir el títol alternatiu Estirpe de raza.

## Sinopsi
Es relata la vida del general José de San Martín, heroi nacional de l'Argentina, Xile i el Perú, des de la seva arribada a Buenos Aires en 1812 (On coneix María de los Remedios de Escalada i s'hi casa el 1812. El 1816 tenen una filla a la que nomenaren Mercedes Tomasa de San Martín y Escalada) fins al seu exili definitiu de l'Argentina. Es mostren en la pel·lícula les batalles més destacades del procés d'independència de l'Argentina, Xile i el Perú de la corona espanyola.

## Repartiment
- Alfredo Alcón … José de San Martín
- Evangelina Salazar … Remedios Escalada de San Martín
- Lautaro Murúa … Bernardo O'Higgins
- Ana María Picchio … Mulata Jesús
- Héctor Alterio … Simón Bolívar
- Héctor Pellegrini … Eusebio Soto
- Alfredo Iglesias … Manuel Belgrano
- Mario Casado
- Walter Soubrié
- Fernando Lewiz
- Onofre Lovero
- Miguel Bermúdez
- Juan Carlos Lamas
- Diego Varzi
- Aldo Barbero
- Eduardo Pavlovsky
- Leonor Benedetto
- Eduardo Humberto Nóbili
- Rodolfo Brindisi
- Luis Manuel de la Cuesta
- Carlos Lucini
- Miguel Herrera
- Marcelo Miró
- Hugo Arana
- Ramón Cas
- Carlos Davis
- Rubén Green
- José Slavin
- Leonor Manso
- Alejo Patricio López Lecube
- Mercedes Sosa
- Carlos Pavic

## Recepció crítica
La Gaceta va opinar: 
| « | ”En un nivell escolar... la pel·lícula mor aquí, recordant com en una sèrie de dispositives, els esdeveniments que vam aprendre de memòria en qualsevol text primari.” | » |

revista Gente vs dit: 
| « | ”...no ens va agradar. Dubtem que pugui agradar-li a algú. Però... calia fer-la.” | » |

Manrupe y Portela escriuen: 
| « | ”Costosa biografia rigorosament vigilada pels mecanismes de control durant el seu rodatge, representa un gir històric de Torre Nilsson cap al comercial. Èxit de boletería però tractament dramàtic no gaire diferent de títols similars dels ’40 i ’50. Producte més de les circumstàncies que del seu director.” | » |

## Bibliografra
- Manrupe, Raúl. Un diccionario de films argentinos (1930-1995).  Buenos Aires: Editorial Corregidor, 2001.